# Scherma alla I Universiade
Il torneo di scherma della I Universiade si è svolto a Torino nel 1959.

## Podi

### Uomini
| Evento                          | Oro                                                                         | Argento                                                                         | Bronzo                                                                       |
| Fioretto individuale (dettagli) | Guy Barrabino                                                               | Jurij Sisikin                                                                   | Viktor Ždanovič                                                              |
| Sciabola individuale (dettagli) | Wladimiro Calarese                                                          | Emil Ochyra                                                                     | Jean-Ernest Ramez                                                            |
| Spada individuale (dettagli)    | István Kausz                                                                | Michel Steininger                                                               | Göran Abrahamsson                                                            |
| Fioretto a squadre (dettagli)   | Unione Sovietica Jurij Sisikin Iuri Osip'ovi Viktor Ždanovič Yevgeny Ryumin | Ungheria Ferenc Czvikovszky Jenő Kamuti József Marosi Bertalan Szőcs            | Francia Pierre Rodocanachi Guy Barrabino Ceretti Vincent                     |
| Sciabola a squadre (dettagli)   | Ungheria Attila Kovács Tamás Mendelényi Tibor Pézsa József Szerencsés       | Italia Wladimiro Calarese Mario Ravagnan Guido Benvenuti Michele Reese          | Polonia Bronisław Borowski Ryszard Parulski Emil Ochyra Eugeniusz Kaźmierski |
| Spada a squadre (dettagli)      | Italia Guido Cipriani Alberto Pellegrino Gianluigi Saccaro Pietro Tassinari | Polonia Wiesław Glos Bogdan Gonsior Włodzimierz Strzyżewski Jerzy Wojciechowski | Ungheria István Kausz József Marosi Pál Rabár Tibor Szûcs                    |

### Donne
| Evento                          | Oro                                                                 | Argento                                                             | Bronzo                                                                       |
| Fioretto individuale (dettagli) | Rosemarie Weiß                                                      | Gudrun Vorbrich                                                     | Monique Leroux                                                               |
| Fioretto a squadre (dettagli)   | Francia Monique Leroux Florence Roussy Cuvelier Mireille Schamanech | Germania Ovest Gudrun Vorbrich Rosemarie Weiß Ursula Michels Dörner | Italia Claudia Pasini Cristiana Bortolotti Leopolda Predaroli Vera Mantovani |